# Trijaṭā

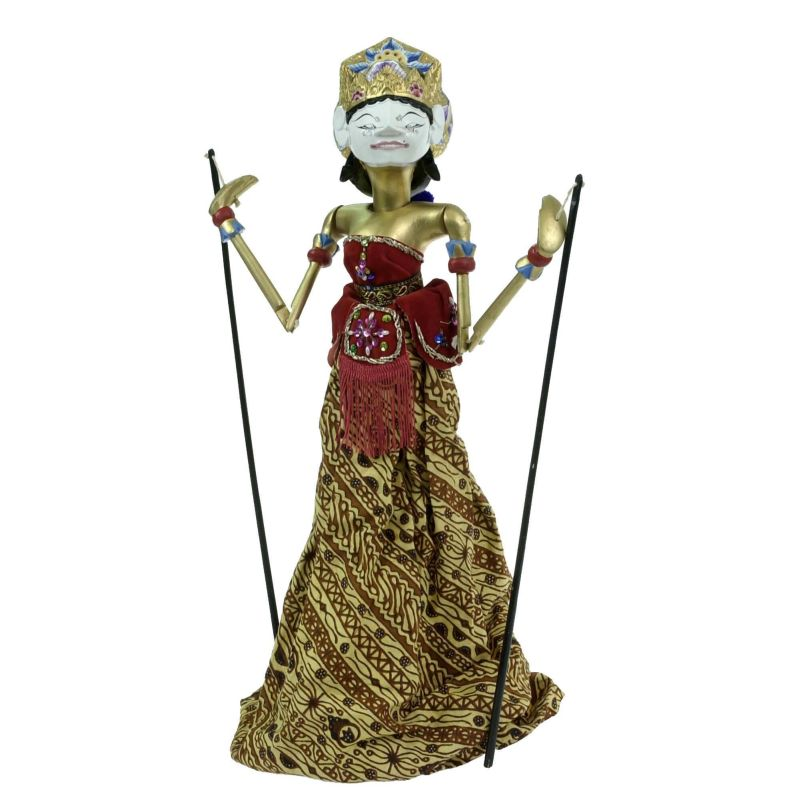
Trijata, représentée comme la fille de Vibhishana en poupée wayang golek.

Trijaṭā (sanskrit : त्रिजटा) est une rakshasa (démone) dans l'épopée hindoue Ramayana, chargée de garder Sītā, enlevée par Ravana, le roi de Lanka. Dans les dernières adaptations du Ramayana, Trijaṭā est décrite comme une fille de Vibhishana (en), le frère de Ravana.
Dans le Ramayana, Trijaṭā apparaît comme une vieille et sage rakshasi, qui rêve de la destruction de Ravana et de la victoire de Rāma, le mari de Sītā qui fait la guerre à Ravana pour sauver celle-ci. Trijaṭā accompagne Sītā lors d'une enquête sur le champ de bataille de la guerre entre Rama et Ravana, et rassure Sita sur le bien-être de Rama lorsque Sītā voit son mari inconscient et le présume mort. Dans les adaptations ultérieures du Ramayana, Trijaṭā devient la fille de Vibhishana, le frère de Ravana qui prend parti pour Rāma. Elle joue un rôle beaucoup plus important dans les versions ultérieures, notamment celles de l'Asie du Sud-Est.
À quelques exceptions près, lorsque Trijaṭā est considérée comme l'agent de Ravana, elle est généralement décrite comme une amie et une compagne loyale de Sītā dans l'adversité. En de nombreuses occasions, elle le réconforte et lui apporte des nouvelles du monde extérieur ; elle dissuade également Sītā de se suicider. Après la victoire de Rāma et la mort de Ravana, Trijaṭā est richement récompensée par Sītā et Rāma. Alors que certaines adaptations du Ramayana mentionnent qu'elle était une dévote de Rāma, les versions de l'Asie du Sud-Est la dépeignent souvent comme l'épouse du général vanara de Rāma, Hanuman, à qui elle donne un fils. Elle est vénérée comme une déesse locale à Varanasi et Ujjain ; tous deux en Inde.

## Noms
Alors que les versions indienne, javanaise et balinaise du Ramayana l'appellent Trijaṭā, elle est connue sous le nom de Punukay dans le Phra Lak Phra Lam laotien, Benyakai (เบญกาย) dans le Ramakien Thai et Devi Seri Jali dans le Hikayat Seri Rama (en) malais.

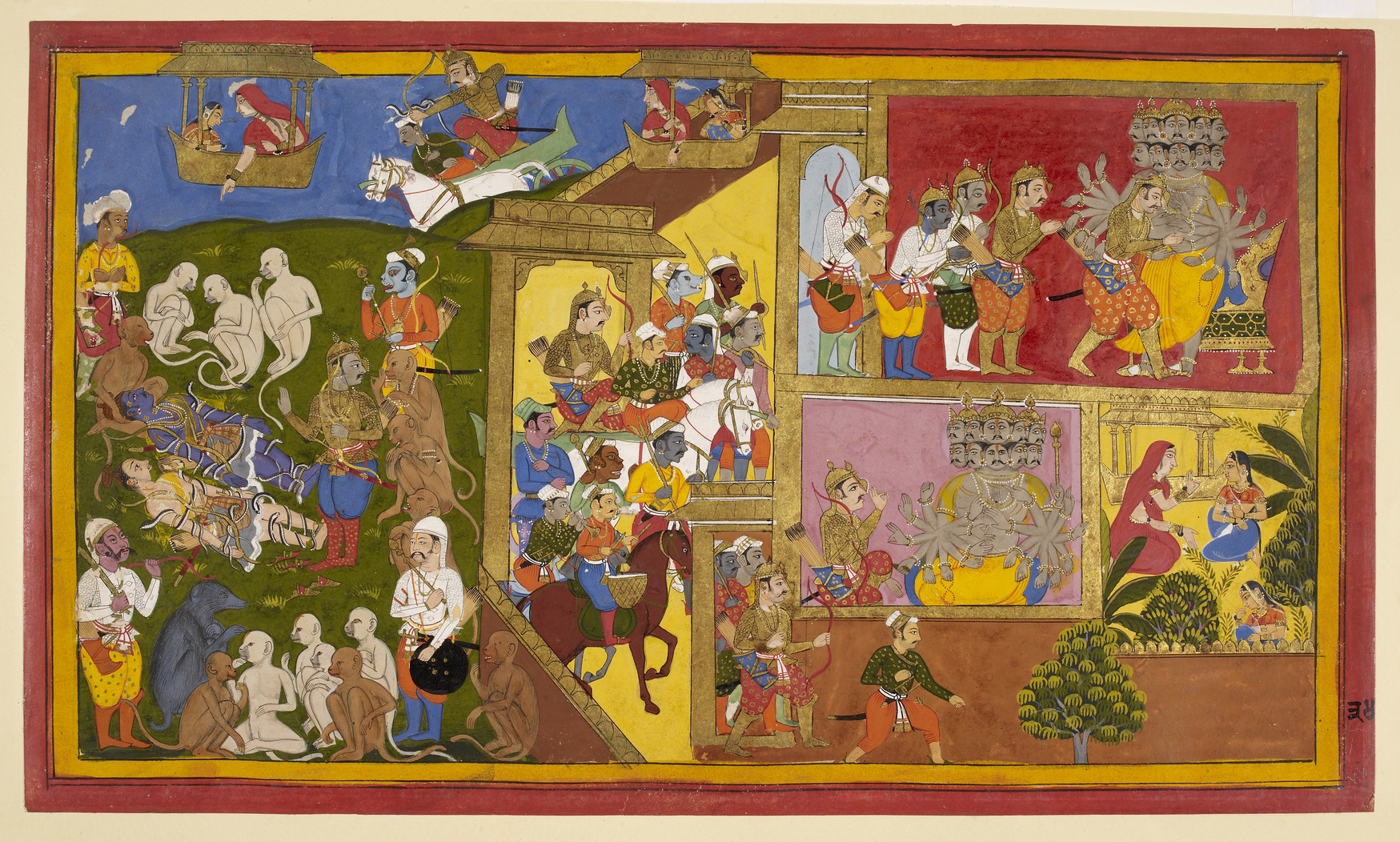
Scène du Yuddha Kanda du Ramayana, où Trijaṭā est vue trois fois avec Sītā. En haut à droite, Trijaṭā (dans un sari rouge) est vue deux fois dans le Pushpaka Vimana, surveillant le champ de bataille et voyant Rāma et Lakshmana liés par l'arme d'Indrajit. Sur le côté droit (panneau inférieur), elle est vue avec Sītā dans l'Ashoka vatika.

## LeRamayana
Dans le Ramayana original de Valmiki, Trijaṭā est décrite comme une vieille rakshasi (démone) qui est mise en avant dans deux incidents. Le premier a lieu dans le Sundara Kanda (en), le cinquième livre de l'épopée. La princesse Sītā, enlevée, est emprisonnée dans l'Ashoka Vatika (en) de Lanka. Le roi-démon de Lanka, Ravana, a ordonné aux raskshasis qui gardent Sītā de la convaincre de l'épouser par tous les moyens, car Sītā refuse catégoriquement et reste fidèle à son mari Rāma. Après le départ de Ravana, les rakshasis commencent à harceler Sītā pour la contraindre à changer sa volonté. La vieille Trijaṭā intervient et raconte un rêve prophétique qui prédit la fin de Ravana et la victoire de Rama.
Dans son rêve, Trijaṭā voit Rāma et son frère Lakshmana chevauchant l'éléphant céleste Airavata vers Sītā. Rama prend Sītā sur ses genoux et s'élève haut dans le ciel, permettant à Sītā de toucher le Soleil et la Lune. Puis le trio se rend à Lanka et monte dans le Pushpaka Vimana, (char aérien de Ravana) pour s'envoler vers le nord, tandis que Ravana, trempé d'huile et au teint rouge, est allongé au sol. Ravana se dirige ensuite vers le sud sur un âne et tombe dans une fosse de fumier. Une femme noire, vêtue d'un sari rouge, le traîne vers le sud. D'autres membres de la famille de Ravana, comme son frère Kumbhakarna et son fils Indrajit (en), connaissent des destins similaires. Le frère de Ravana, Vibishana, est vu dans des vêtements blancs royaux, chevauchant un éléphant à quatre défenses près du Pushpaka Vimana. La ville de Lanka se noie dans l'océan et un vanara) messager de Rama brûle la ville. Trijaṭā conseille aux rakshasis de se réfugier auprès de Sītā et de lui présenter des excuses ; en retour, Sītā promet que si le rêve de Trijaṭā se matérialise, elle protégera ses gardes rakshasis.

## Trijaṭā et Vibhishana
Dans le Ramayana, Sītā a peu d'autres bienfaiteurs rakshasi en dehors de Trijaṭā. Lorsque Hanuman - le "vanara" - général de Rama chargé de retrouver Sītā - la rencontre à Lanka, elle lui dit que la femme de Vibhishana (le frère de Ravana qui se range du côté de Rāma dans la guerre) a envoyé un message à Sītā qui a envoyé sa fille Kala (dans d'autres recensions du Ramayana, connue sous le nom de Nanda ou Anala) pour proclamer l'intention de Ravana de ne pas livrer Sītā à Rāma, malgré les conseils du sage ministre Avindhya et de Vibhisana. Une autre amie, Sarama, console Sītā lorsque Ravana lui montre une tête coupée illusoire de Rāma. Elle l'informe également du bien-être de Rāma et de son entrée à Lanka avec son armée. Dans certaines versions du Ramayana, un chant interpolé mentionne que Sarama raconte également à Sītā l'incendie de Lanka par Hanuman après sa rencontre avec elle. Mandodari, la femme de Ravana, est décrite comme ayant sauvé Sītā dans certaines versions, lorsque Ravana tente de la tuer. Dans la littérature ultérieure centrée sur Rāma, Sarama est identifiée comme l'épouse de Vibishana, tandis que Trijata est considérée comme sa fille.
L'épopée tamoule "Kamba Ramayana", le commentaire de Govindaraja sur le Ramayana (Bhushana), le Balaramadasa Ramayana en Oriya. Balaramadasa Ramayana ", le javanais "Kakawin Ramayana (en)" la Seri Rama malaise accorde le statut de fille de Vibhishana à Trijaṭā, une tendance généralement suivie par la littérature postérieure au Ramayana. Bien que le commentaire de Govindaraja sur le Ramayana indique que Trijaṭā est la fille de Vibhishana dans l'épopée, Goldman considère cela comme "étrange" étant donné son âge avancé dans l'épopée originale.
Quelques ouvrages relient Trijaṭā à Vibhishana dans une position autre que celle de sa fille. L' Ananda Ramayana et le Bhavartha Ramayana Marathi d'Eknath considèrent Trijaṭā comme l'épouse et la sœur de Vibhishana (donc sœur de Ravana) respectivement; La version Jain, le Vasudevahindi de Samghadasa Gani, dit que Trijaṭā est une sœur de Ravana, Vibhishana, Kumbhakarna et Shurpanakha. Le commentaire de Jayamangala sur le Bhaṭṭikāvya décrit également Trijaṭā comme la sœur de Ravana.

## Trijaṭā et Sītā

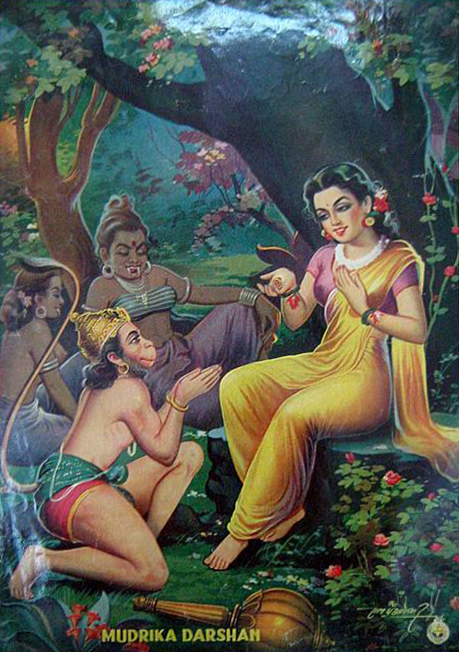
Hanuman rencontre Sītā dans l'Ashoka vatika, où elle est entourée de rakshasis comme Trijaṭā

Dans la littérature ultérieure, Trijaṭā joue les rôles qui étaient attribués à Kala, Sarama et Mandodari dans le Ramayana original. Elle devient un personnage plus important dans les versions du Ramayana en Asie du Sud-Est, notamment dans les reprises indonésiennes telles que le Kakawin Ramayana.
Dans le Ramopakhyana (le récit de Rāma dans l'épopée Mahabharata), Sītā informe Hanuman que Trijaṭā lui a apporté un message d'Avindhya sur le bien-être de Rāma, et que lui et Lakshamana viendront bientôt la sauver de Lanka. Trijaṭā assume ainsi le rôle attribué à Kala dans le Ramayana original . Le Raghuvamsa, le Setubandha, le Balaramadasa Ramayana, le Kakawin Ramayana et le Seri Rama remplacent tous Sarama par Trijaṭā dans l'épisode où la vérité de la tête illusoire de Rāma est révélée à Sītā. Dans le Prasannaraghava, Trijaṭā informe Sītā de l'incendie de Lanka, à la place de Sarama. Le Balaramadasa Ramayana fait de Trijaṭā la sauveuse de Sītā, lorsqu'elle empêche Ravana de la tuer dans l'Ashoka Vatika ; ce rôle était initialement attribué à Mandodari. Trijaṭā sauve à nouveau la vie de Sītā lorsqu'un Ravana vengeur se précipite pour tuer sa captive après que son fils Indrajit a été tué à la guerre. Dans le Ramayana, Suparshva - un ministre de Ravana - l'arrête, tandis que d'autres adaptations attribuent cet acte à Avindhya ou Mandodari.
En plus de créditer Trijaṭā pour des actes attribués à d'autres dans l'épopée originale, la littérature ultérieure ajoute de nouveaux éléments qui lui accordent un rôle plus important. Dans le Ramayana, juste avant de rencontrer Hanuman, la pensée du suicide traverse l'esprit de Sītā, mais elle ne le tentera jamais. Dans le Prasannaraghava, Trijaṭā et Sītā engagent une "conversation amicale" avant que Ravana ne vienne à sa rencontre. Après le départ de Ravana, Sītā fait part à Trijaṭā de son intention de se suicider et la presse de l'aider à créer un bûcher. Trijaṭā, cependant, refuse, disant qu'il n'y a pas assez de bois de chauffage. Le Kakawin Ramayana raconte également que, lorsque Sītā voit les têtes coupées illusoires de Rāma et Lakshmana, elle prépare un bûcher. Trijaṭā est prête à mourir avec Sītā, mais veut d'abord informer son père Vibhishana. Elle revient avec la nouvelle du bien-être de Rāma. Plus tard, après avoir vu Rāma et Lakshmana liés par le Nagapasha d'Indrajit, Sītā demande à Trijaṭā de préparer à nouveau un bûcher, mais Trijaṭā attend de pouvoir confirmer la vérité auprès de son père et revient avec la nouvelle que Rāma est vivant.
De nombreuses adaptations du Ramayana racontent l'amitié et la camaraderie développées entre Trijaṭā et Sītā. Trijaṭā remplit deux objectifs importants : elle réconforte Sītā et la tient constamment au courant des événements de la guerre et du bien-être de Rāma. Le Balaramadasa Ramayana décrit Trijaṭā apaisant le chagrin de Sītā lorsqu'ils apprennent qu'Indrajit a blessé Rāma et Lakshmana une seconde fois. Dans le Balaramayana de Rajasekhara, Trijaṭā emploie deux rakshasas pour lui apporter des nouvelles du champ de bataille. L'Ananda Ramayana raconte qu'en entendant le son de la conque de Lakshmana, Sītā presse Trijaṭā de découvrir ce qui s'est passé. Trijaṭā apprend la mort d'Indrajit par Lakshmana et transmet la nouvelle à Sītā. Le Ramcharitmanas de Tulsidas représente également Trijaṭā annonçant la nouvelle de la mort d'Indrajit à Sītā, à sa demande. Dans un autre épisode du texte, les deux discutent du duel imminent entre Rāma et Ravana le dernier jour de la guerre. Sītā craint que le Ravana à dix têtes ne soit invincible et que ses têtes coupées ne repoussent comme par magie. Trijaṭā rassure Sītā en lui disant que Rāma tuera Ravana en tirant une flèche dans le cœur du roi-démon. Le texte souligne que Trijaṭā est une dévote de Rāma, une caractéristique que l'on retrouve également dans le Bhavartha Ramayana.
Le Kakawin Ramayana raconte que, lorsque Sītā est tourmentée par ses 300 gardes rakshasi, seule Trijaṭā vient à son secours et lui offre du réconfort, lui tenant compagnie et jouant avec elle. Dans le Seri Rama, Trijaṭā (ici appelée "Dewi Srijati") est chargée de la garde de Sītā à Lanka. Celle-ci dit à Ravana qu'elle ne considérera même pas la proposition de mariage de Ravana tant que son mari est vivant, et qu'elle ne croira qu'il est mort que si elle voit sa tête dans les mains de Ravana. Pour tromper Sītā, Ravana lui rend visite avec deux têtes et proclame qu'elles appartiennent à Rāma et Lakshmana, mais Trijaṭā l'arrête et lui demande de revenir le lendemain. Elle présente les têtes à Sītā, qui décide de se suicider, mais Trijaṭā lui demande d'attendre jusqu'à ce qu'elle puisse vérifier la vérité. Portant la bague de Sītā, elle rencontre Rāma et reçoit en retour de celui-ci un fourreau tissé par Sītā. Elle est ramenée à Lanka par Hanuman. Lorsque Ravana arrive le lendemain, Trijaṭā le réprimande pour sa tromperie et l'informe qu'elle a elle-même rencontré Rāma la veille. Ravana, furieux, tente de tuer Trijaṭā, qui s'enfuit et cherche refuge auprès de Sītā, qui est blâmée. Trijaṭā est démise de ses fonctions et Sītā transférée dans un château de fer, gardé par une armée commandée par l'un des ministres de Ravana.

## Trijaṭā comme agent de Ravana

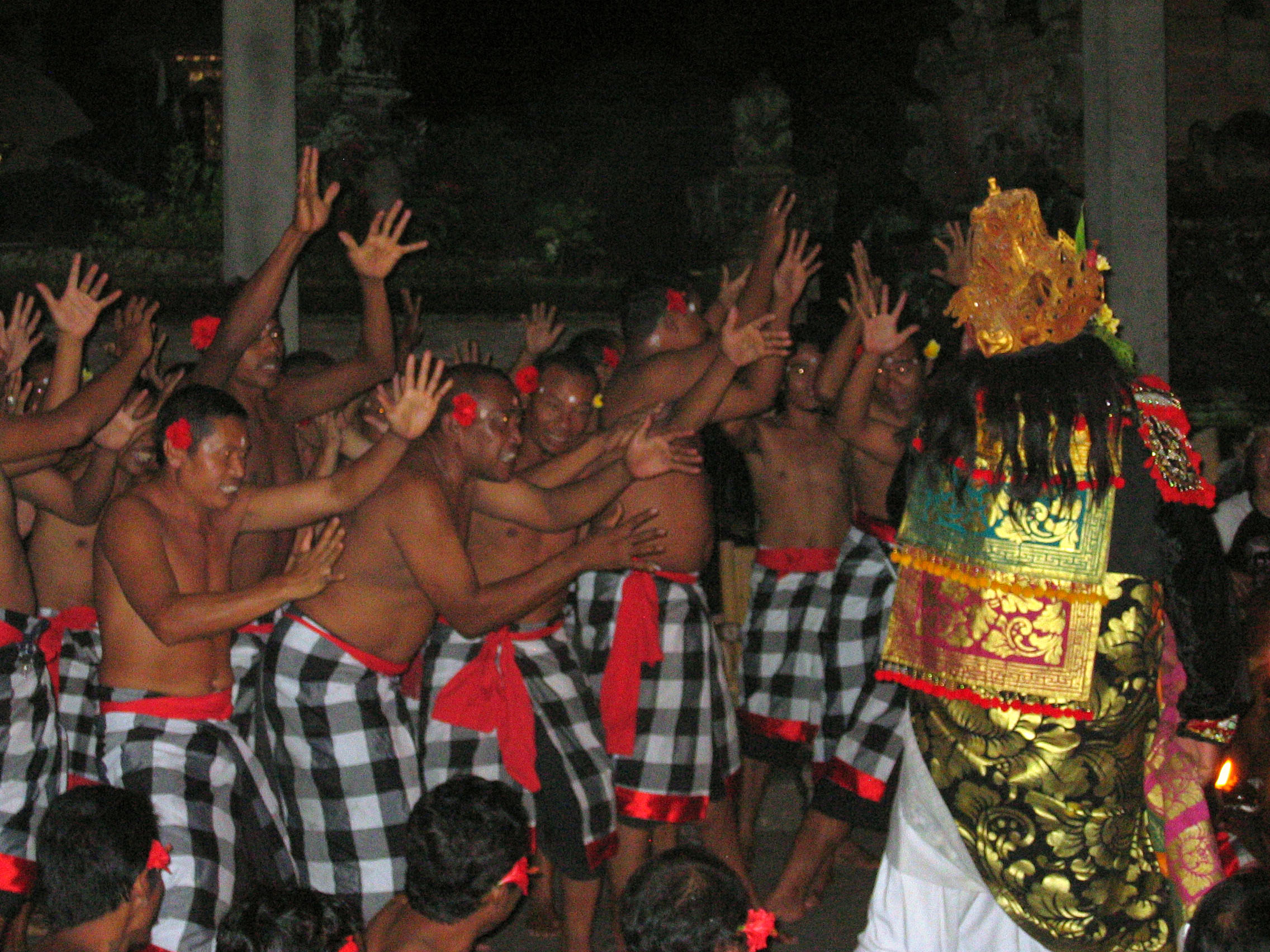
Dans la danse Balinese Kecak, Trijaṭā essaye de convaincre Sītā d'épouser Ravana.

Alors que Trijaṭā est généralement dépeinte sous un jour positif, les premières versions Jain du Ramayana l'ignorent ou la diabolisent comme agent de Ravana. Le Paumacriu de Svayambhudeva, ainsi que le Yogashastra et le Ramayana de Hemachandra disent que lorsque Hanuman rencontre Sītā et lui montre la chevalière de Rāma, Sītā est ravie ; Trijaṭā rapporte cela à son maître Ravana. Hemachandra souligne que le rôle de Trijaṭā était de "tenter" Sītā sur l'ordre de Ravana. Le Krittivasi Ramayan (en), probablement influencé par les récits jaïns, dépeint Trijaṭā faisant appel à Sītā pour épouser Ravana et régner en tant que reine de Lanka ; c'est Sarama qui fait office d'amie de Sītā dans cette version.

## Après la guerre
De nombreuses adaptations du Ramayana rapportent la gratitude de Sītā et Rāma qui récompense richement Trijaṭā.Dans la version du Mahabharata, Trijaṭā est récompensée et honorée par Rāma à la fin de la guerre.
Le Balaramayana mentionne qu'après la guerre, Trijaṭā accompagne Sītā vers son royaume d'Ayodhya dans le Pushpaka Vimana ; Rāma utilise le Pushpaka Vimana pour retourner à Ayodhya. Dans l' Ananda Ramayana, Trijata et Sarama se rendent tous deux à Ayodhya dans le Pushpaka Vimana. Plus tard, lorsque Sītā visite Lanka, elle dit à Sarama de traiter Trijaṭā comme elle la traiterait. Le Kakawin Ramayana mentionne comment Trijaṭā est honorée avec de riches cadeaux par Sītā à Ayodhya en tant que son fidèle compagnon et son réconfort, et celui qui lui a sauvé la vie deux fois.
Le plus ancien manuscrit indien à mentionner la présence de Trijaṭā à Ayodhya est le Paumacriu. Beaucoup suggèrent qu'après l'exil de Sītā et la bataille qui s'ensuit entre Rāma et ses fils, Sītā est de nouveau acceptée par Rāma. Trijaṭā et Lankasundari sont appelées de Lanka pour attester de la chasteté de Sītā et toutes deux suggèrent une épreuve pour convaincre le monde de sa pureté.
Dans le Ramakien thaïlandais, Hanuman aide Vibhishana (ici appelé Phipek) à tuer un démon. Hanuman épouse ensuite Trijaṭā (Benchakai) ; leur union donne naissance à un fils, Asurapada, un démon à tête de singe. Dans la version malaise, après la grande guerre, Vibhishana demande à Hanuman d'épouser sa fille Trijaṭā (Seri Jati). Hanuman accepte, à la condition qu'il ne reste avec elle qu'un mois. Alors que Hanuman part pour Ayodhya avec Rāma, Trijaṭā donne naissance à son fils Hanuman Tegangga (Asurapada). La tradition des marionnettes Wayang javanaise et sundanaise présente également Trijaṭā comme l'épouse de Hanuman.

## Souvenir et évaluation
On se souvient de Trijaṭā comme d'une amie et d'une compagne loyale de Sītā dans les moments difficiles. Camille Bulcke, spécialiste de la littérature de Rāma, résume son caractère :

Pendant plus de vingt siècles, les poètes, qui ont raconté l'histoire de Rāma, ont traité avec amour de l'amitié de Trijatā pour Sītā. [...] [Trijatā] a conquis le cœur de ces poètes, et à travers eux, le cœur de tous ceux qui prennent connaissance de l'histoire de Rāma. [...] les poètes du Rāmāyana [...] ont conféré à l'humble Trijatā la faveur de l'immortalité. Aucun rêve n'est mieux connu en Inde que celui de Trijatā, qui vivra à jamais dans le cœur de millions de personnes comme l'idéal d'une véritable amie, parce qu'elle a réconforté Sītā dans son heure la plus sombre : "Un ami dans le besoin est vraiment un ami".

Un temple dédié à Trijaṭā (appelée Tirjaṭā dans cette région) se trouve près du temple de Kashi Vishwanath, le temple le plus important de Varanasi. Selon la tradition locale, Trijaṭā voulait accompagner Sītā à Ayodhya, mais Sītā lui a répondu qu'elle ne serait pas admise à Ayodhya car elle était une démone. Sītā lui suggére de visiter Varanasi et d'atteindre moksha (émancipation) et lui donne la bénédiction d'être vénérée comme une déesse. Trijaṭā bénéficie d'un culte quotidien en tant que déesse locale. Des fleurs et des légumes verts sont offerts pour l'apaiser. Les femmes qui se rendent au sanctuaire pendant sept mercredis consécutifs sont censées recevoir la bénédiction d'avoir une progéniture et de voir leur famille protégée par la déesse. De nombreux dévots affluent au sanctuaire Kartik Poornima (en), le dernier jour du mois hindou de Kartika et son lendemain, le premier jour du mois de Mārgashīrsha. On croit que la déesse exaucera les souhaits de tous ceux qui se prosternent dans son sanctuaire, après avoir rendu hommage au temple de Kashi Vishwanath le jour de Kartik Poornima. Le premier jour de Margashirsha, les fidèles qui ont observé un vrata (jeûne) dans le mois précédent de Kartik concluent le vrata en se baignant dans le Gange au Dashashwamedh Ghat au nom de Trijaṭā. La tradition locale veut que Rāma a accordé une faveur à Trijaṭā : ceux qui ne se baignent pas en son honneur après avoir observé le vrata perdront tout le mérite (punya) - acquis grâce au jeûne - envers elle
Un temple de Trijaṭā existe également dans le complexe du temple de Balveer Hanuman, Ujjain. Une puja spéciale (rituels de culte) est offerte à la déesse pendant 3 jours, à partir de Kartik Poornima
Dans le Télougou Sita Puranamu, T. Ramaswamy Choudary (en) représente Trijaṭā comme la fille du dravidien Vibhishana et de l'aryenne Gandharva Sarama. Trijaṭā, une demi-aryenne, est qualifiée de traître, car elle trahit son oncle Ravana et aide Sītā. La trahison de Vibhishana envers son frère et sa défection pour Rāma sont également imputées à sa femme aryenne.

## Sources
- Leodardi, G. G., Bhaṭṭikāvyam, Brill, 1973 (ISBN 90-04-03555-9, lire en ligne)
- The Ramayana Revisited, Oxford University Press, 2004 (ISBN 978-0-19-803763-7, lire en ligne)
- Camille Bulcke, Rāmakathā and Other Essays, Vani Prakashan, 2010 (1re éd. 1964), 104–112 p. (ISBN 978-93-5000-107-3), « Sita's Friend Trijata »
- Robert P. Goldman et Goldman, Sally J. Sutherland, The Ramayana Of Valmiki: Sundarakāṇḍa, vol. V, Princeton University Press, coll. « The Ramayana Of Valmiki: An Epic Of Ancient India », 1996 (ISBN 0-691-06662-0)
- Garrett Kam, Ramayana in the Arts of Asia, 시사영어사,‎ 2000 (ISBN 978-0-07-115785-8, lire en ligne)
- Mani, Vettam, Puranic Encyclopaedia: A Comprehensive Dictionary With Special Reference to the Epic and Puranic Literature, Delhi, Motilal Banarsidass, 1975, 792–793 (ISBN 0-8426-0822-2, lire en ligne)
- Shanti Lal Nagar, Genesis and Evolution of the Rāma Kathā in Indian Art, Thought, Literature, and Culture: From the Earliest Period to the Modern Times, vol. 2, B.R. Publishing Company, 1999 (ISBN 978-81-7646-084-2)
- Tracy Pintchman, Guests at God's Wedding: Celebrating Kartik among the Women of Benares, SUNY Press, 2005 (ISBN 978-0-7914-6595-0)
- Velcheru Narayana Rao, Questioning Ramayanas: A South Asian Tradition, University of California Press, 1er janvier 2001 (ISBN 978-0-520-22074-4), « The Politics of Telugu Ramayanas »
- Umakant P. Shah, Asian Variations in Ramayana: Papers Presented at the International Seminar on 'Variations in Ramayana in Asia: Their Cultural, Social and Anthropological Significance', New Delhi, January 1981, Sahitya Akademi, 2003 (ISBN 978-81-260-1809-3), « Ramayana in Jaina Tradition »